# Mikrofonabstand
Der Mikrofonabstand ist der Abstand eines (Haupt-)Mikrofons von einer Schallquelle oder einem Klangkörper. Er darf nicht verwechselt werden mit der Mikrofonbasis, d. h. mit dem Abstand zweier Mikrofone untereinander, unabhängig vom Abstand zur Schallquelle.
Der Mikrofonabstand zum Klangkörper ist mit Bedacht zu wählen:
In geschlossenen Räumen soll das Mikrofon stets innerhalb des Hallradius stehen. Wird das Mikrofon außerhalb des Hallradius aufgestellt, überlagern sich Direktschall und mehr oder minder diffuser Reflexionsschall, was zu Undeutlichkeit und „Verwaschenheit“ der Aufnahme führt. Ein typischer Wert für den Hallradius in einem halligen Raum, z. B. einer Kirche, liegt je nach der Größe des Raumvolumens, der Nachhallzeit und der Richtwirkung des Mikrofons bei um 2 Meter. Das bedeutet: Je näher sich ein Mikrofon im Direktfeld einer Schallquelle befindet, umso lauter und weniger räumlich ist das aufgenommene Signal. Ist das Mikrofon jedoch weiter als 2 m von der Schallquelle entfernt, dann überwiegt das Diffusfeldsignal und das gesamte Tonsignal wird unklar und verschwommen aufgenommen. Darum sollen in der Aufnahmetechnik Mikrofone grundsätzlich innerhalb des Hallradius  stehen.
Zu kleiner Abstand kann den, unter Umständen gewünschten, Raumeindruck nicht wirksam werden lassen und bei Verwendung von Richtmikrofonen zu Nahbesprechungseffekten führen, die sich in einer Anhebung der tiefen Frequenzen bemerkbar machen. Beide Effekte können aber durchaus gezielt für einen bestimmten und gewollten Klangeindruck eingesetzt werden.
Im Freien fehlen überwiegend reflektierende Flächen und die Nachhallzeit ist Null. Somit ist der Hallradius in diesem Fall unendlich. Bei zu großem Mikrofonabstand besteht aber die Möglichkeit, dass unerwünschte Störgeräusche zur Aufnahme kommen.

## Probleme bei Tonfilm und Videoaufnahmen
Bei vielen Kameras, sowohl professionellen als auch amateurmäßigen, sind Mikrofone direkt am Kameragehäuse befestigt. Wird eine Tonfilmaufnahme in geschlossenen Räumen aus zu großem Abstand aufgenommen, meist korrigiert durch ein Zoomobjektiv, erfolgt die Tonaufnahme oft außerhalb des Hallradius und der Mikrofonabstand ist zu groß, mit obengenannten Folgen. Bei professionellen Filmaufnahmen wird nach Möglichkeit immer mit einem „entfesselten“, d. h. von der Kamera losgelösten Mikrofon, gearbeitet. Auch das Problem der Störgeräusche wird versucht zu verhindern.